# Päädeva
Päädeva est un village estonien situé sur la commune de Märjamaa dans le comté de Rapla.